# David Martínez (argentyński piłkarz)
Rubén David Martínez (ur. 14 czerwca 2004 w Avellanedzie) – argentyński piłkarz występujący na pozycji defensywnego pomocnika, od 2023 roku zawodnik Independiente.